# 静岡県道41号袋井大須賀線
静岡県道41号袋井大須賀線（しずおかけんどう41ごう ふくろいおおすかせん）は、静岡県袋井市から掛川市に至る県道（主要地方道）である。

## 概要
静岡県道413号磐田袋井線は旧国道1号だったため、この県道の起点は主要地方道または国道との交点ではなく、一般県道との交点である。この路線と並行して、軽便鉄道静岡鉄道駿遠線の廃線跡に整備された自転車道がある。掛川市山崎あたりは幅員の狭い片側1車線の2車線道路ではあるが、大型車同士のすれ違いが困難である。南側に軽便鉄道の廃線跡と隣接した農道があるが、そちらのほうが広い。静岡県立横須賀高等学校の自転車通学の生徒のほとんどは、南側の軽便鉄道の廃線跡の自転車道を通行するのでさほど危険ではない。

### 路線データ
- 陸上距離 : 11.6 km
- 起点 : 袋井市川井（川井東交差点、静岡県道413号磐田袋井線交点）
- 終点 : 掛川市西大渕（弁財天川橋交差点、国道150号交点）

## 歴史
- 1993年（平成5年）5月11日 - 建設省から、県道袋井大須賀線が袋井大須賀線として主要地方道に指定される[1]。

## 地理

### 通過する自治体
- 袋井市
- 掛川市

### 交差する道路
- 静岡県道413号磐田袋井線（袋井市川井・川井東交差点、起点）
- 静岡県道253号掛川袋井線（袋井市川井・袋井中学校北交差点）
- 静岡県道255号中野諸井線（袋井市諸井・諸井交差点）
- 静岡県道403号磐田掛川線（袋井市浅名・浅名北交差点）
- 静岡県道257号西同笠浅羽線（袋井市浅名・浅名交差点）
- 静岡県道69号相良大須賀線（掛川市西大渕・西田町交差点）
- 国道150号（掛川市西大渕・弁財天川橋交差点、終点）